# Kurbeltrieb

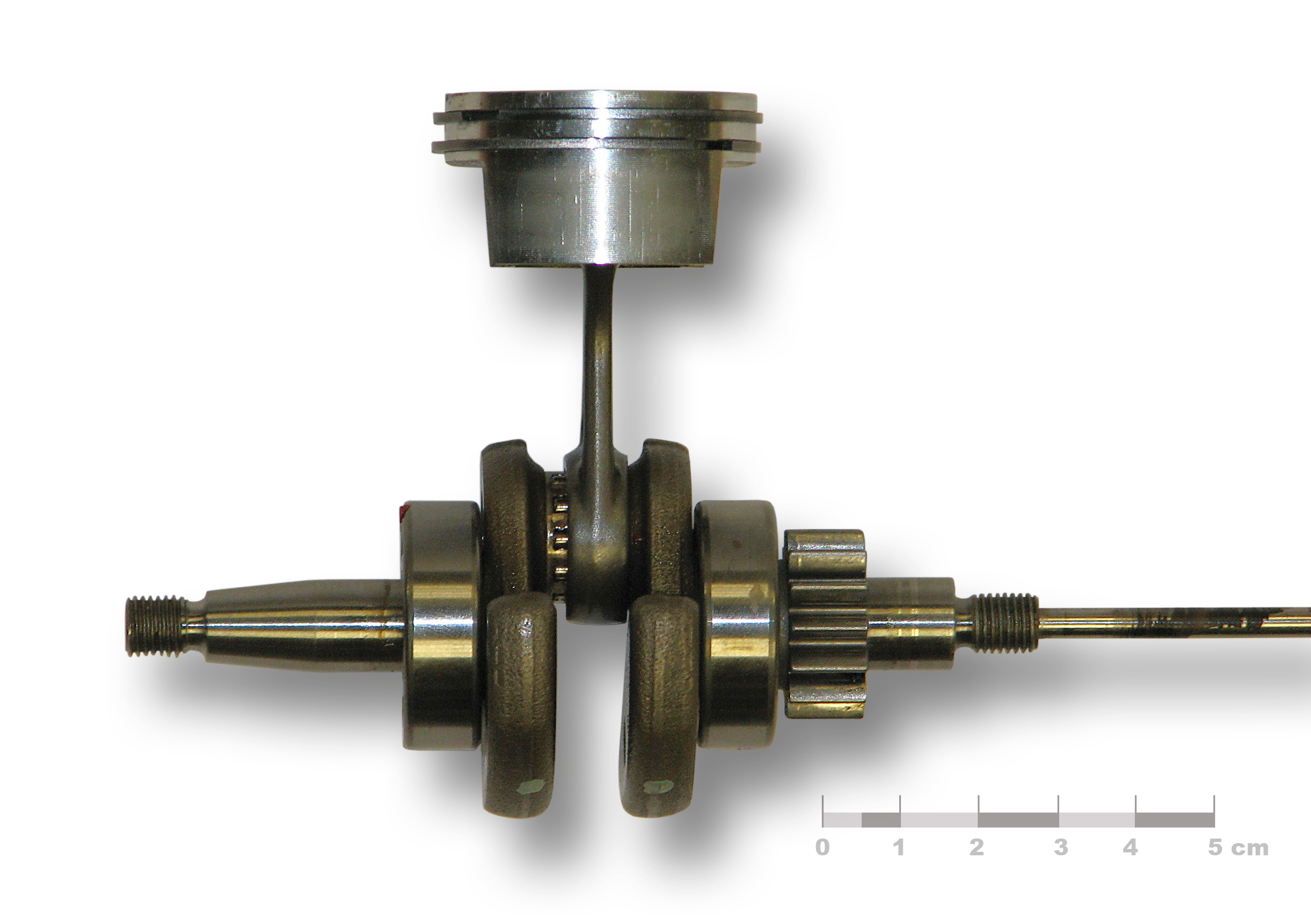
Kurbeltrieb eines 35 cm³ Einzylinder-Viertakt-Verbrennungsmotors mit gebauter Kurbelwelle

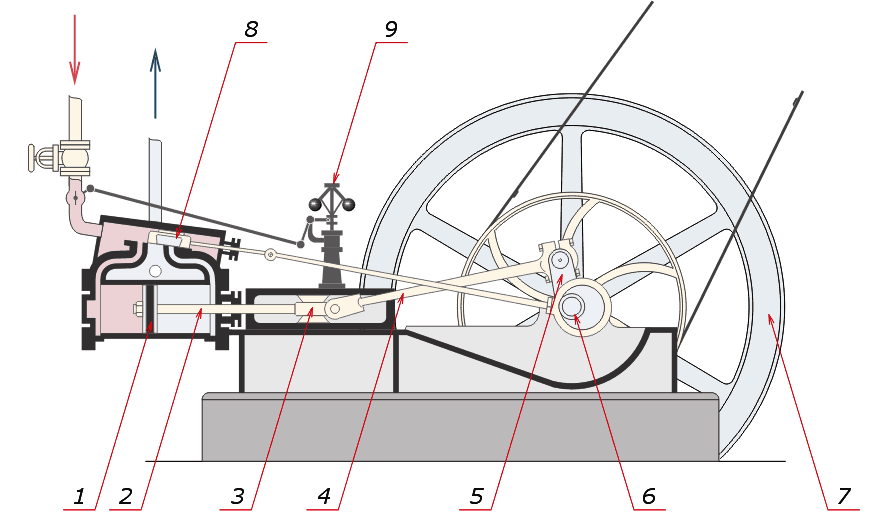
Schnittzeichnung einer älteren Dampfmaschine

Bewegungsablauf der Maschine aus obenstehender Illustration

Als Kurbeltrieb wird das in Hubkolbenmaschinen verwendete Schubkurbelgetriebe bezeichnet.  In einer Kraftmaschine mit Hubkolben (z. B.  Verbrennungsmotor, Dampf-Wärmekraftmaschine) wird mit ihm  oszillierende (hin- und hergehende) in rotatorische (Dreh)-Bewegung umgewandelt. Bei einer Arbeitsmaschine  (z. B.  Dampf-Antriebsmaschine, Hubkolbenpumpe) ist es umgekehrt.
Die Kurbeltrieb-Einzelteile in modernen Verbrennungsmotoren  (siehe Abbildung links) sind die Kurbelwelle (Kurbel), das Pleuel (Schubstange), der Kolben (Schubglied) und die sie verbindenden Gelenke. Die Gelenke mit dem Maschinengestell (Motorblock) sind die Kurbelwellenlager und die Schiebe-Paarung  Schubgelenk des Kolbens mit dem Zylinder.
Die Konstruktionselemente bei Dampfmaschinen und Pumpen haben z. T. andere Bezeichnungen. 
Wenn ein langer Hub erforderlich ist oder Kolben mit geringerer Bauhöhe verwendet werden sollen, dann bietet sich die Verwendung eines  Kreuzkopfes an.
Der Kreuzkopf (3 in Abbildung rechts) mit Schubgelenk verbindet die Kolbenstange (2) mit der Pleuelstange (4). Dadurch wird die Kraft zwischen Kolben und Hubzapfen (5) der Kurbelwelle übertragen. Der Kreuzkopf ist über die Kolbenstange (2) fest mit dem  Kolben (1) verbunden. Die durch den Hubzapfen auftretenden Querkräfte werden an der Zylinderwand abgestützt, so dass der Kolben, anders als bei Tauchkolbenmotoren, nicht mehr auf Verkippung ausgelegt werden muss.